# Епархия Фаридабада
Епархия Фаридабада (лат. Eparchia Faridabadensis Syro-Malabarensium) — епархия Сиро-малабарской католической церкви c центром в городе Фаридабад, Индия. Епархия распространяет свою юрисдикцию индийского штата Харьяна. Епархия Фаридабада обладает церковной автономией и не является суффраганной епархией какой-либо сиро-малабарской католической митрополии; её ординарий носит титул архиепископа. Кафедральным собором епархии Фаридабада является церковь Христа Царя в городе Фаридабад.

## История
6 марта 2012 года Римский папа Бенедикт XVI издал буллу "Ad aptius consulendum", которой учредил новую епархию Фаридабада Сиро-малабарской католической церкви.
В епархии работают 44 священника, действуют пять мужских и восемь женских монашеских конгрегаций с 200 членами. Епархия материально содержит три католических школы и четыре больницы.

## Ординарии епархии
- архиепископ ad personam Куриакос Бхараникулангара  (6.03.2012 — по настоящее время).

## Источник
- Булла Ad aptius consulendum  (лат.)